# بروس بييل
بروس بييل (بالإنجليزية: Bruce Beall) هو مجدف أمريكي، ولد في 20 أكتوبر 1951 في فيلادلفيا في الولايات المتحدة.

## وصلات خارجية
- بروس بييل على موقع الاتحاد الدولي للتجديف (الإنجليزية)
- بروس بييل على موقع اللجنة الأولمبية الدولية (الإنجليزية)
- بروس بييل على موقع أوليمبيديا (الإنجليزية)